# Håkon V.

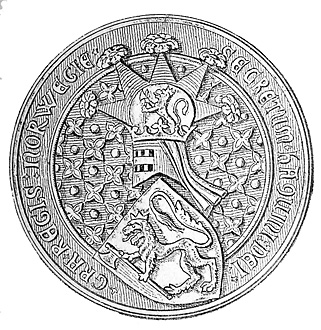
Das Siegel König Håkon V.

Håkon V. (* 1270 in Tønsberg; † 8. Mai 1319) war der zweite Sohn von König Magnus VI. lagabætir und Ingeborg Eriksdatter von Dänemark. Er war gebildet und konnte zum Beispiel Reden auf Latein halten.
Formell wurde er 1273 Herzog, reell übernahm er das Amt erst 1284. Am 1. November 1299 wurde er nach dem Tod seines älteren Bruders König von Norwegen. Er heiratete Euphemia von Rügen und hatte die Tochter Ingeborg und mit Gro Sigursdotter die uneheliche Tochter Agnes.
1302 gelang es ihm, das Thronfolgegesetz so zu ändern, dass die ehelichen Söhne seiner Tochter in der Thronfolge an die dritte Stelle nach eventuellen eigenen Söhnen aufrückten. Damit wurde die Ehe mit seiner Tochter zum Politikum, und sie wurde je nach politischem Kalkül an verschiedene Fürsten verlobt.
Er baute die Festungen Akershus, Vardøhus und Båhus. Er sah seine Regierungsaufgabe in christlicher Perspektive und baute viele Pilger-Hospize auf dem Pilgerweg nach Nidaros. Er unterstützte die Missionsarbeit und sah zu, dass die Arbeiter ihren Lohn bekamen. Er stattete die Kirchen gut aus, besonders die Marienkirche in Oslo.
Er führte eine große und radikale Verwaltungsreform durch, die Norwegen zu einem Staat formte, der sich an der Schwelle zur Neuzeit befand. Dabei waren sowohl Vorbilder aus Frankreich und England maßgeblich, als auch der kurz vor seiner Zeit verfasste anonyme Königsspiegel.
Mit seinem Tod starb das Sverre-Geschlecht im Mannesstamm aus. Er wurde bis ins 16. Jh. für heilig gehalten, und in der Marienkirche stand sogar ein Altar zu seiner Verehrung. Viele Wunder wurden von ihm berichtet.